# 卡雷尔
卡雷尔（法語：Carrère，法語發音：[kaʁɛʁ]）是法国大西洋比利牛斯省的一个市镇，属于波城区。

## 地理
卡雷尔（43°29'0"N, 0°16'50"W）面积6.61 平方千米，位于法国新阿基坦大区大西洋比利牛斯省，该省份为法国东南部省份，涵盖了贝阿恩与北巴斯克，西临大西洋比斯開灣，北至朗德省，东北接热尔省，东临上比利牛斯省，南与西班牙接壤。
与卡雷尔接壤的市镇（或旧市镇、城区）包括：克拉拉克、米奥桑拉尼斯、穆乌、塞维尼亚克。

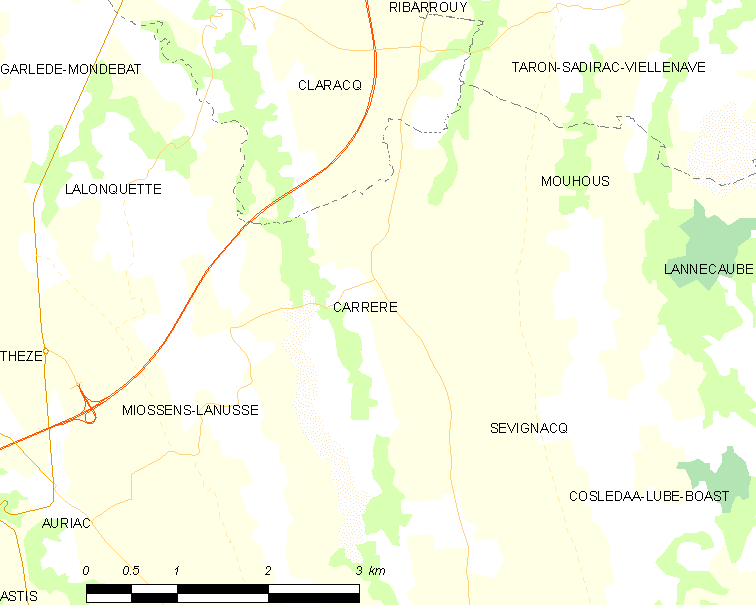
卡雷尔的OSM定位图

卡雷尔的时区为UTC+01:00、UTC+02:00（夏令时）。

## 行政
卡雷尔的邮政编码为64160，INSEE市镇编码为64167。

## 政治
卡雷尔所属的省级选区为吕伊河土地和维克比伊山坡县。

## 人口

1962-2008年间卡雷尔人口变化图示

卡雷尔于2022年1月1日时的人口数量为217人。